# Agromyza albipila
Agromyza albipila är en tvåvingeart som beskrevs av Becker 1908. Agromyza albipila ingår i släktet Agromyza och familjen minerarflugor. Inga underarter finns listade i Catalogue of Life.